# 阿蘇大橋
阿蘇大橋（日语：／ Aso Ōhashi），是過去位於日本熊本縣阿蘇郡南阿蘇村立野地區與河陽字黑川之間的一座拱橋，橋樑跨越黑川，為國道57號轉入國道325號的入口處，屬於「南阿蘇通道」的一部分。
2016年熊本地震時，阿蘇大橋遭橋樑西側山體大量土石崩落衝斷後，後於原址下一側約600公尺處新建新阿蘇大橋取代之，並於2021年通車啟用。

## 歷史
阿蘇大橋於1967年4月開始興建，1970年12月完工，1971年通車。全長205.96公尺，路面寬8公尺，為雙向各一線車道及兩側人行道，距離山谷底部的黑川有76公尺高，總工程經費為3億1,300萬日圓。
2016年4月16日的熊本地震造成橋樑西側山體大量土石崩落，阿蘇大橋遭土石衝擊而斷裂，並墜入河谷中。
同年決定於原橋位置下游側約600公尺處重建新橋，新橋採連續鋼構形式，長度345公尺，最大跨距為165公尺；重建後的新橋被命名為「新阿蘇大橋」，並於2021年3月7日通車。

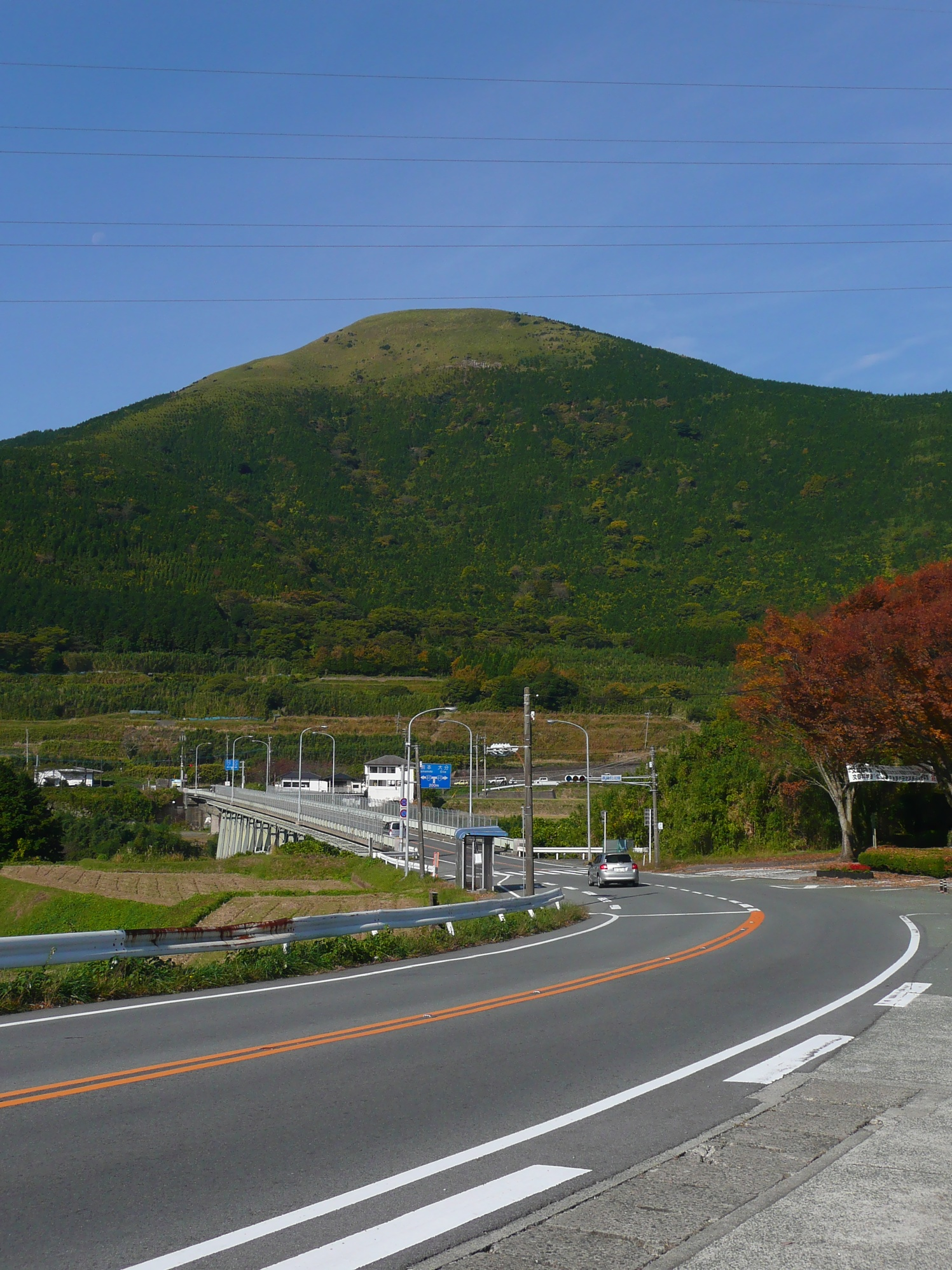
2009年從大橋東側所看到的阿蘇大橋
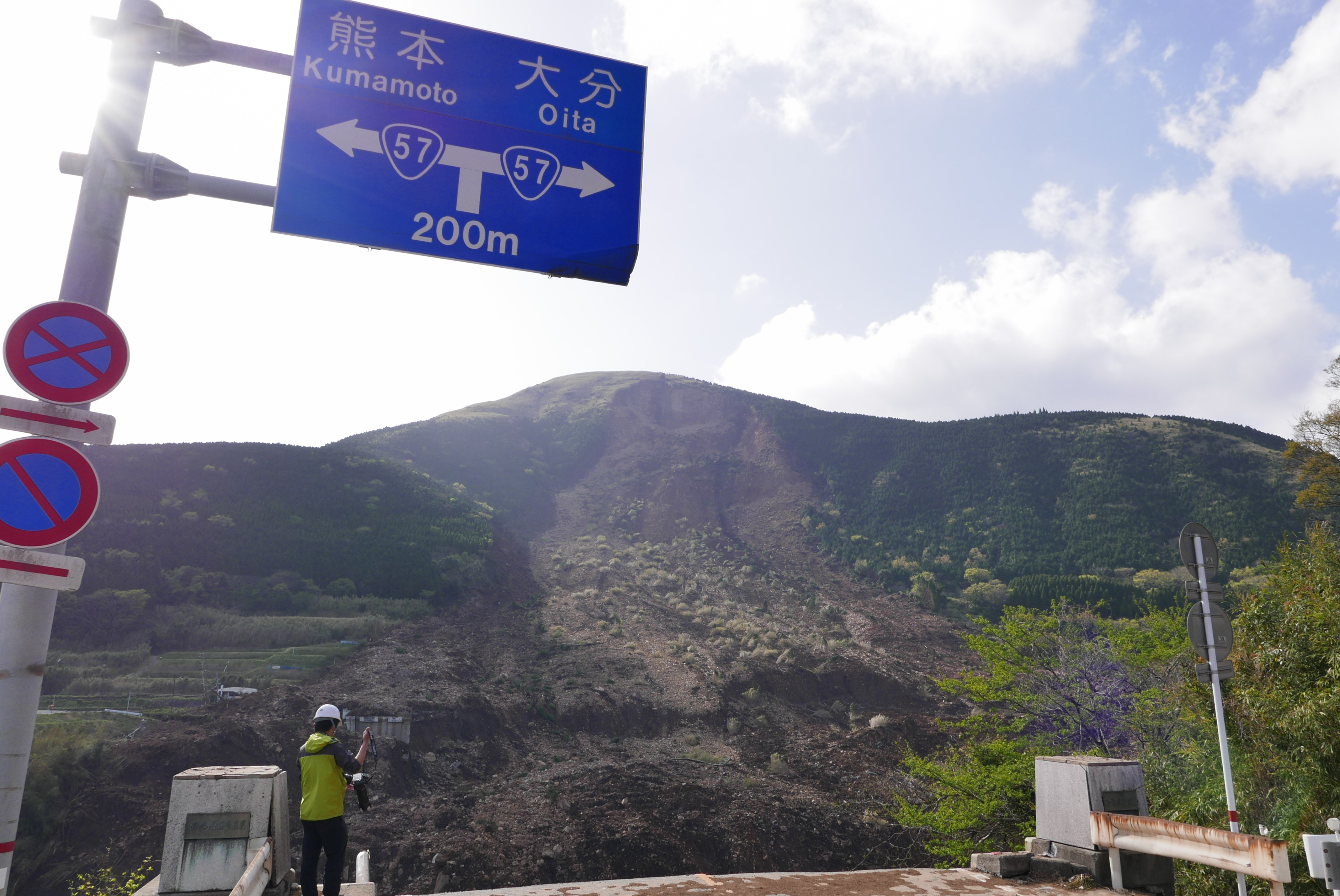
2016年熊本地震後遭土石崩落沖毀的阿蘇大橋原址